# Инсеи
Инсеи (јап. 院政), дословно владавина из манастира. Систем владавине успостављен у Јапану у касном периоду Хејан (8-12. век) у којем је пензионисани цар (тено) контролисао државне послове уместо владајућег цара, који је најчешће био његов син или унук. Уз име пензионисаног цара, који је био врховни владар, додаван је суфикс Ин (на пример, Когон-ин). Упркос губитку царске власти, тај систем се одржао све до 1840.

## Историја
Систем је успостављен у периоду 1087-1192: после краткотрајне владавине, цареви су бријали главу и одлазили у манастир, али су настављали да владају у име својих малолетних наследника. У касним временима Хејана, пензионисани суверени Ширакава (владао 1073-1129), Тоба (владао 1129-1156) и Го-Ширакава (владао 1156-1185) доминирали су двором као мало који бивши суверен, који је био на власти или у пензији. Каснији историчари су овај облик политичке доминације називали инсеи или „манастирска влада“, термин који је изведен из чињенице да су абдицирани цареви боравили у будистичким манастирима (ин) из којих су водили политику (сеи). Канцеларија бившег суверена имала је бројне подређене бирое у којима су радили дворани који су подржавали његове интересе на двору и надгледали велика провинцијска имања. Пензионисани цареви су толико доминирали двором Хејан да историчари период 1086-1185, који се протеже од касног Хејана до почетка времена Камакуре, називају периодом Инсеи.
Овај сустем привремено је укинуо цар Го-Даиго 1321, који је почео лично да води државне послове. То га је довело до сукоба са Камакура шогунатом и Генко рата (1331-1333) и краткотрајне Кемо рестаурације царске власти у Јапану (1333-1336), која је окончана Го-Даиговим протеривањем и увођењем шогуната Ашикага (1336-1573).